# 曼泰 (犹他州)
曼泰（英文：Manti），是美国犹他州桑皮特县下属的一座城市。建市于 1849年，面积大约为2.15平方英里（5.6平方公里），海拔约为5,610英尺（1,710米）。根据2010年美国人口普查，该市有人口3,276人。